# Университет Ханян в Ансане
«Хандэап» (кор. 한대앞역, буквально — Перед Университета Ханян) — наземная станция Сеульского метро на ветке Ансан Четвёртой линии; это одна из восьми станций на территории Ансана (все на одной линии). Она представлена двумя боковыми платформами. Станция обслуживается корпорацией железных дорог Кореи (Korail). Расположена в квартале Сан-ильдон (адресː San 17-3 I-dong, 337 Chungjangno) района Саннокку в городе Ансан (провинция Кёнгидо, Республика Корея). На станции установлены платформенные раздвижные двери.
Переименована 25 октября 1988 года с открытием ветки Ансан, и названа из-за кампуса Университета Ханян, расположенного поблизостиː в 8 минутах езды на автобусе.
Пассажиропоток — 10 229 чел/день (на 2013 год).
Станция была открыта 5 августа 1937 года на линии Суинсон, как ж/д станция междугородней ветки между городами Сувон и Инчхон. Введена в эксплуатацию на участке Кымджон—Чунан, как часть ветки Ансан 4 линии, 25 октября 1988 года. 1 января 1996 года линия Суинсон временно прекратила работу из-за реконструкции и интеграции с системой столичного метрополитена. После завершения нового участка линии Суинсон, которое планируется в 2016 году, Университет Ханян в Ансане станет конечной станцией для этой линии в юго-восточном направлении.
Это одна из 14 станций ветки Ансан (Ansan Line) Четвёртой линии, которая включает такие станцииː Кымджон (443), Санбон, Сурисан, Дэями, Банвол, Саннокку, Университет Ханян в Ансане, Чунан, Коджан, Чходжи, Ансан, Синилончхон, Чонван, Оидо (456). Длина линии — 26 км.